# Salman Khan (profesor)
Salman Amin Khan (Nueva Orleans, 11 de octubre de 1976) es profesor, informático, ingeniero eléctrico y matemático estadounidense de ascendencia materna india y paterna bangladesí, quien creó en septiembre de 2006 una organización de aprendizaje electrónico de educación gratuita llamada Khan Academy. Recibió el Premio Princesa de Asturias de Cooperación, en el 2019.
Khan realizó estudios en el Instituto Tecnológico de Massachusetts, donde obtuvo el título de licenciado en matemáticas, ingeniería electrónica y ciencias de la computación. Posteriormente hizo una maestría en la misma institución. También posee una maestría en administración de empresas en la Universidad de Harvard.
La idea de la Khan Academy surgió mientras buscaba la manera de ayudar a sus primos con sus estudios de matemáticas.
Khan es el fundador de la Khan Academy, una organización sin fines de lucro que tiene como objetivo cambiar la educación compartiendo conocimientos para cualquier persona en cualquier lugar; los recursos del sitio están disponibles en su totalidad, de forma gratuita.
A partir de enero de 2013, los videos y recursos de la Khan Academy están disponibles en idioma español, con la colaboración de la Fundación Carlos Slim.

## Vida y carrera
Salman Khan nació en Metairie, Luisiana, Estados Unidos, en el seno de una familia bengalí. Su padre era de Barisal, Bangladés, y su madre era de Murshidabad, Bengala Occidental, India. Asistió a la escuela pública Grace King High School en Metairie, Luisiana, donde, como recuerda, "algunos compañeros de clase salían de la cárcel y otros iban a las mejores universidades". Se graduó como mejor alumno en 1994.
Khan asistió al Instituto Tecnológico de Massachusetts (MIT), donde se graduó con un Bachelor of Science y un máster en ciencias en el Curso 6 (ingeniería eléctrica e informática) y otro bachillerato en el Curso 18 (Matemática), en 1998. Fue presidente de la clase en su último año.
Khan también tiene una Maestría en Administración de Empresas de Harvard Business School.

## Libros
| Año  | Título                                         | ISBN           | Editorial | Otros                                                      |
| ---- | ---------------------------------------------- | -------------- | --------- | ---------------------------------------------------------- |
| 2012 | La Escuela del mundo. Re imaginar la educación | 978-1455508389 | Twelve    | The One World Schoolhouse. Education Reimagined en inglés. |